# Afragola
Afragola (neapolitanisch Afravola, im lokalen Dialekt (Fravulise) Afraora) ist eine Stadt und Gemeinde mit 61.713 Einwohnern (Stand 31. Dezember 2023) in der Metropolitanstadt Neapel, Region Kampanien.

## Bevölkerungsentwicklung
Zwischen 1991 und 2001 stieg die Einwohnerzahl von 60.065 auf 62.319 an. Dies entspricht einem prozentualen Zuwachs von 3,8 %.

## Wirtschaft und Verkehr
- Eine Sehenswürdigkeit ist der von Zaha Hadid entworfene, 60 Millionen Euro teure Bahnhof Neapel-Afragola der Schnellfahrstrecke Rom–Neapel.[2]

## Söhne und Töchter der Stadt
- Toni Servillo (* 1959), Schauspieler und Theaterregisseur
- Vincenzo Spadafora (* 1974), Politiker